# Meleagris gallopavo domesticus
El pavo doméstico (Meleagris gallopavo domesticus) es un ave de corral de gran tamaño utilizada en la alimentación humana, fundamentalmente por su carne, y en mucha menor medida por sus huevos. Fue introducido como ave doméstica en casi todo el mundo. La mayor demanda de carne de pavo ocurre para la fecha de Navidad.[cita requerida]
El agriotipo de esta ave domesticada es el guajolote o pavo salvaje mexicano (Meleagris gallopavo mexicana), una subespecie del pavo salvaje común (Meleagris gallopavo), especie que aún vive en los bosques de México y Estados Unidos.

## Origen

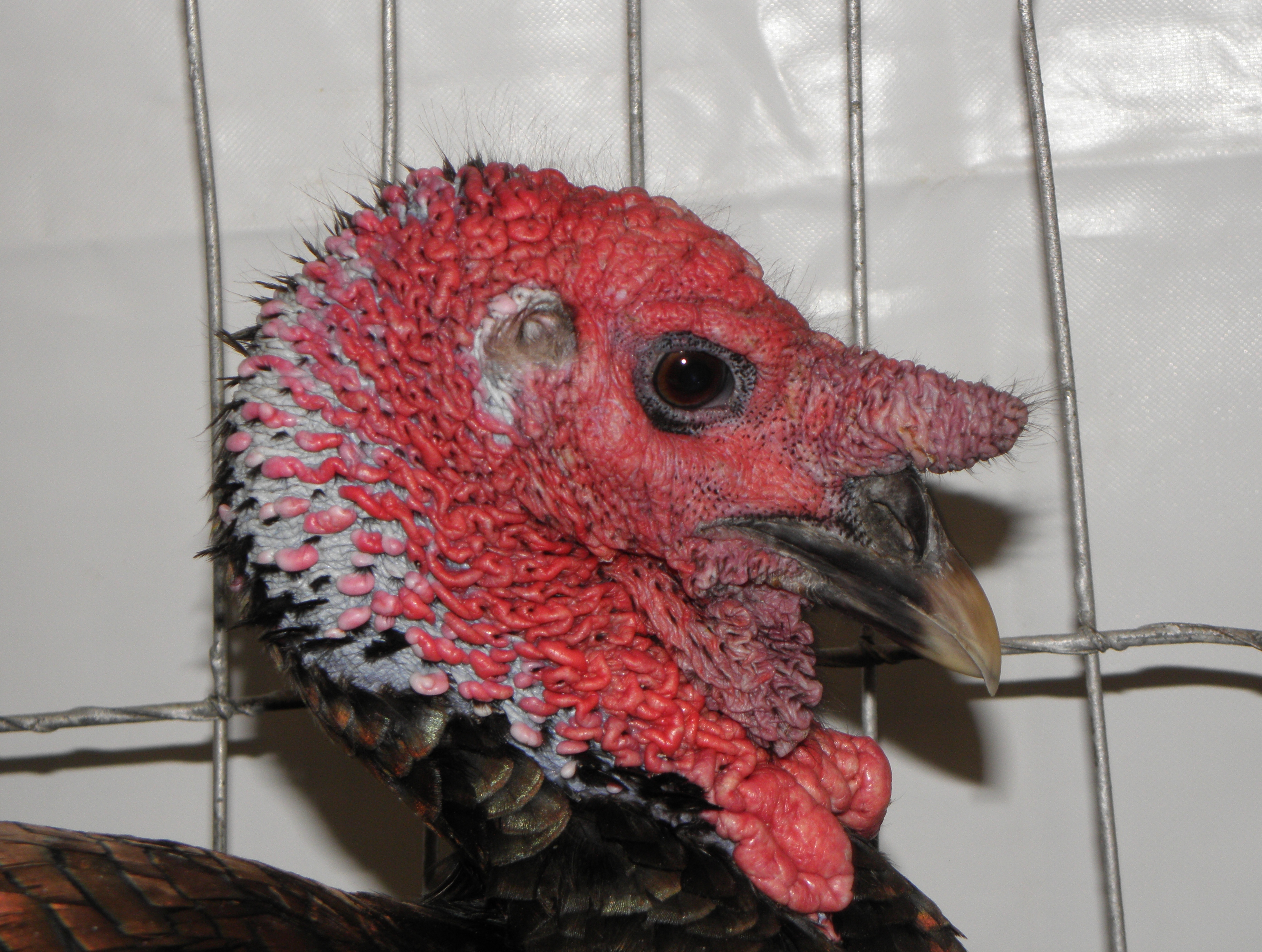
Detalle de la cabeza de un pavo doméstico.

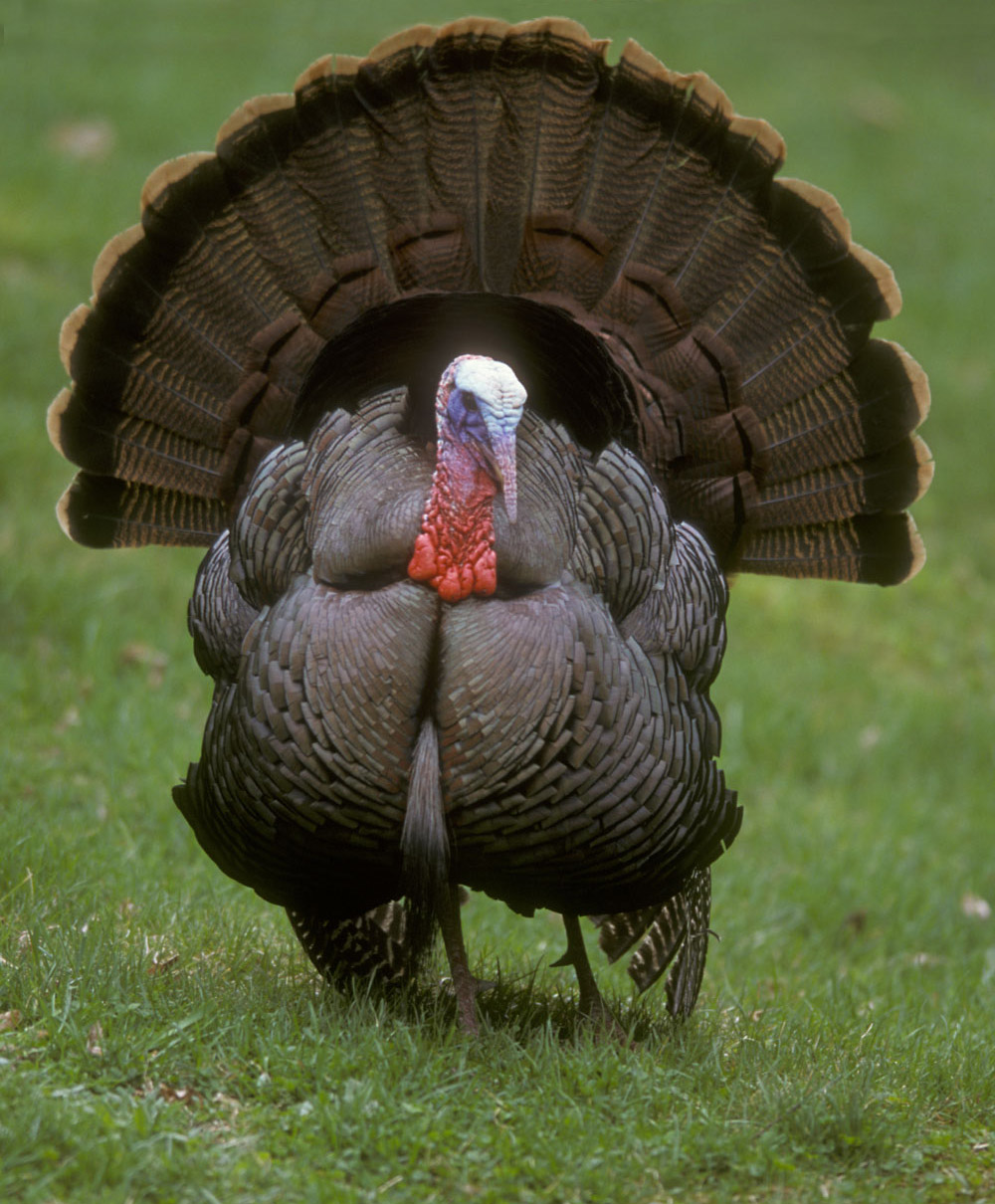
Un pavo salvaje (Meleagris gallopavo), el ave silvestre desde el cual se partió para dar origen a todas las variedades de pavo doméstico.

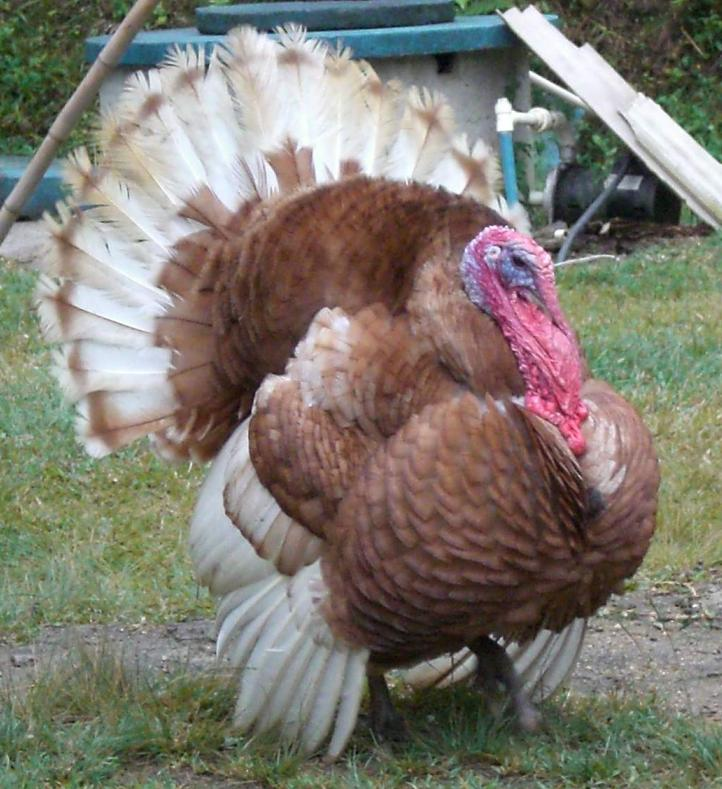
Un pavo doméstico macho.

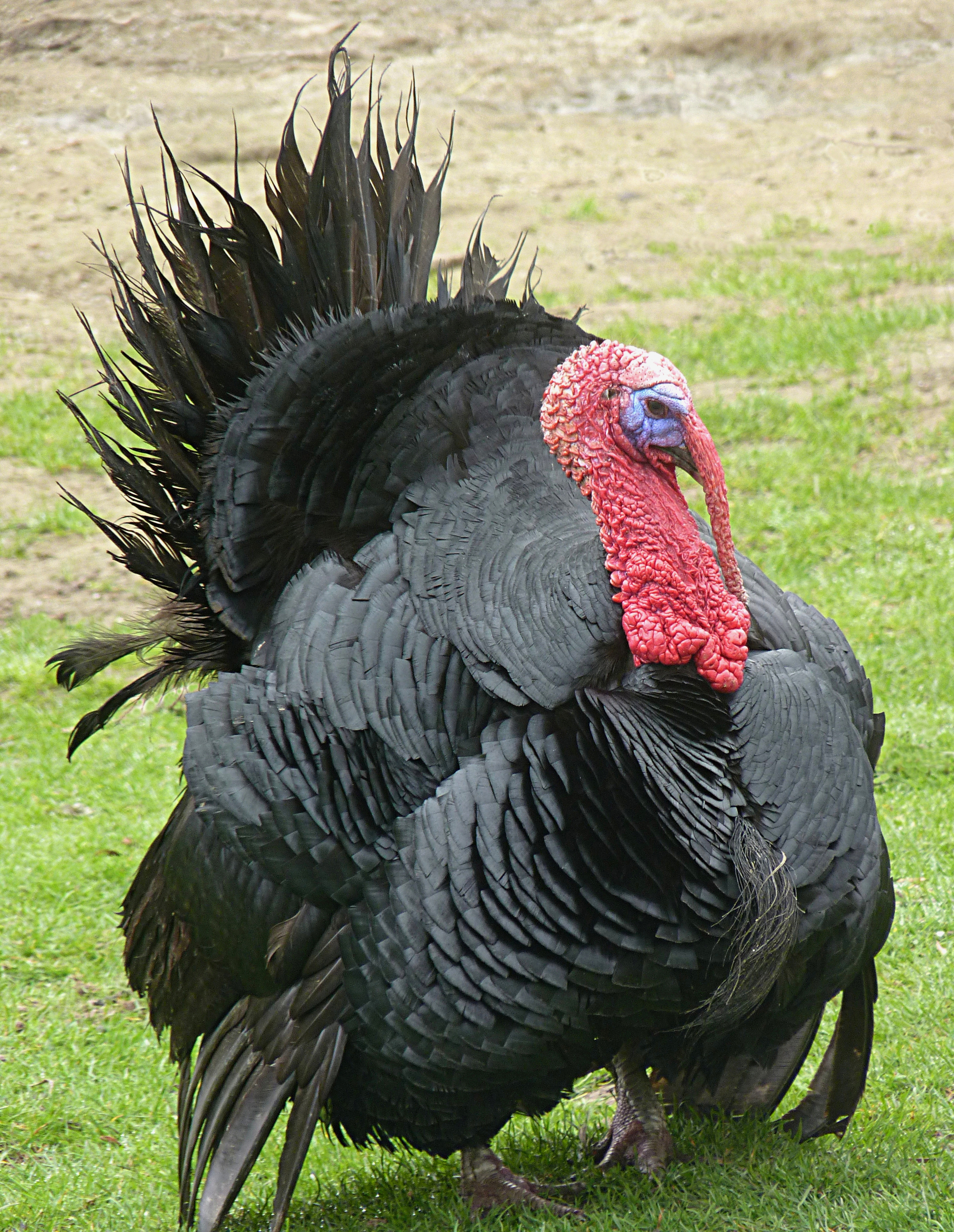
Un pavo doméstico macho.

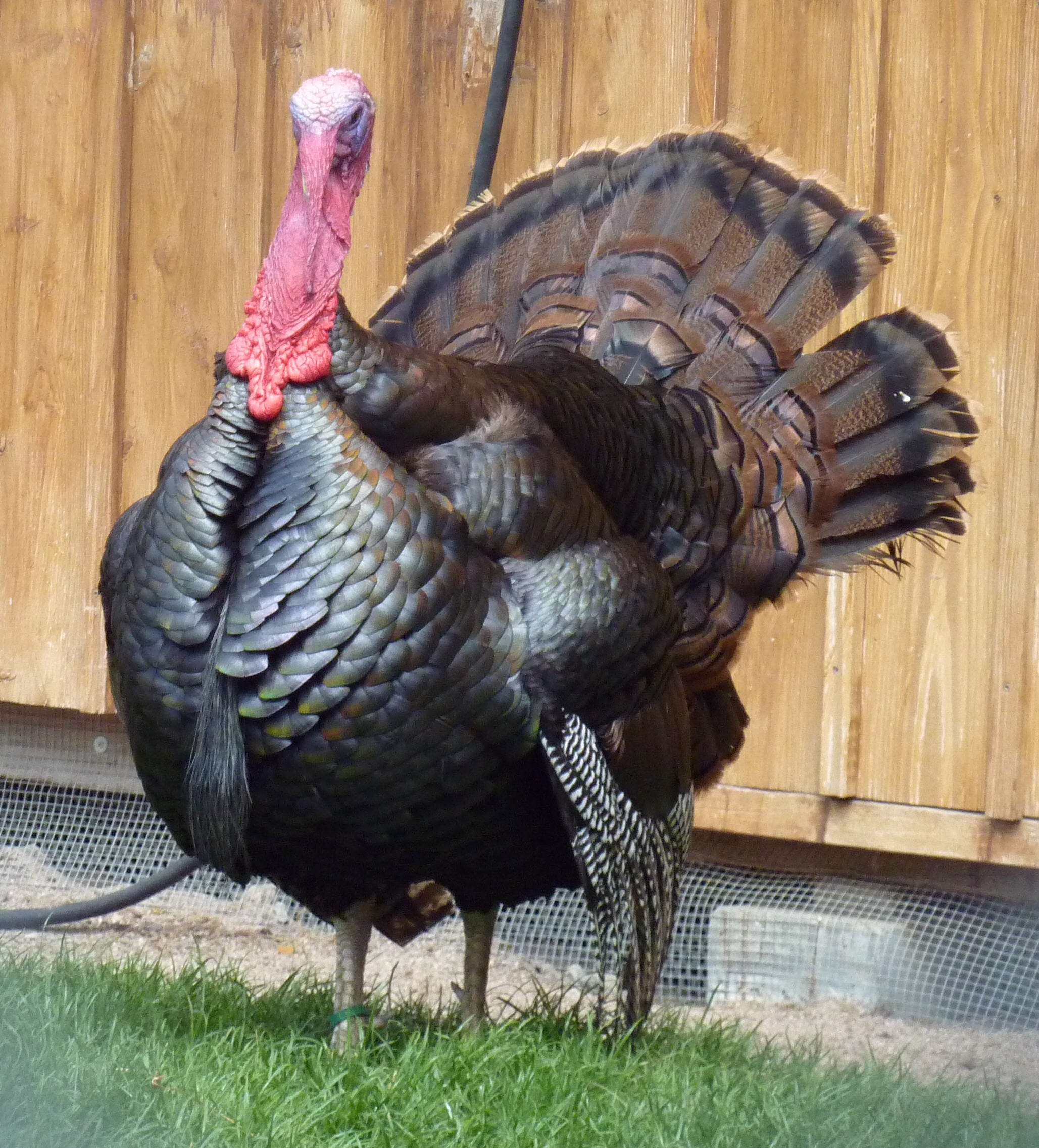
Un pavo doméstico macho.

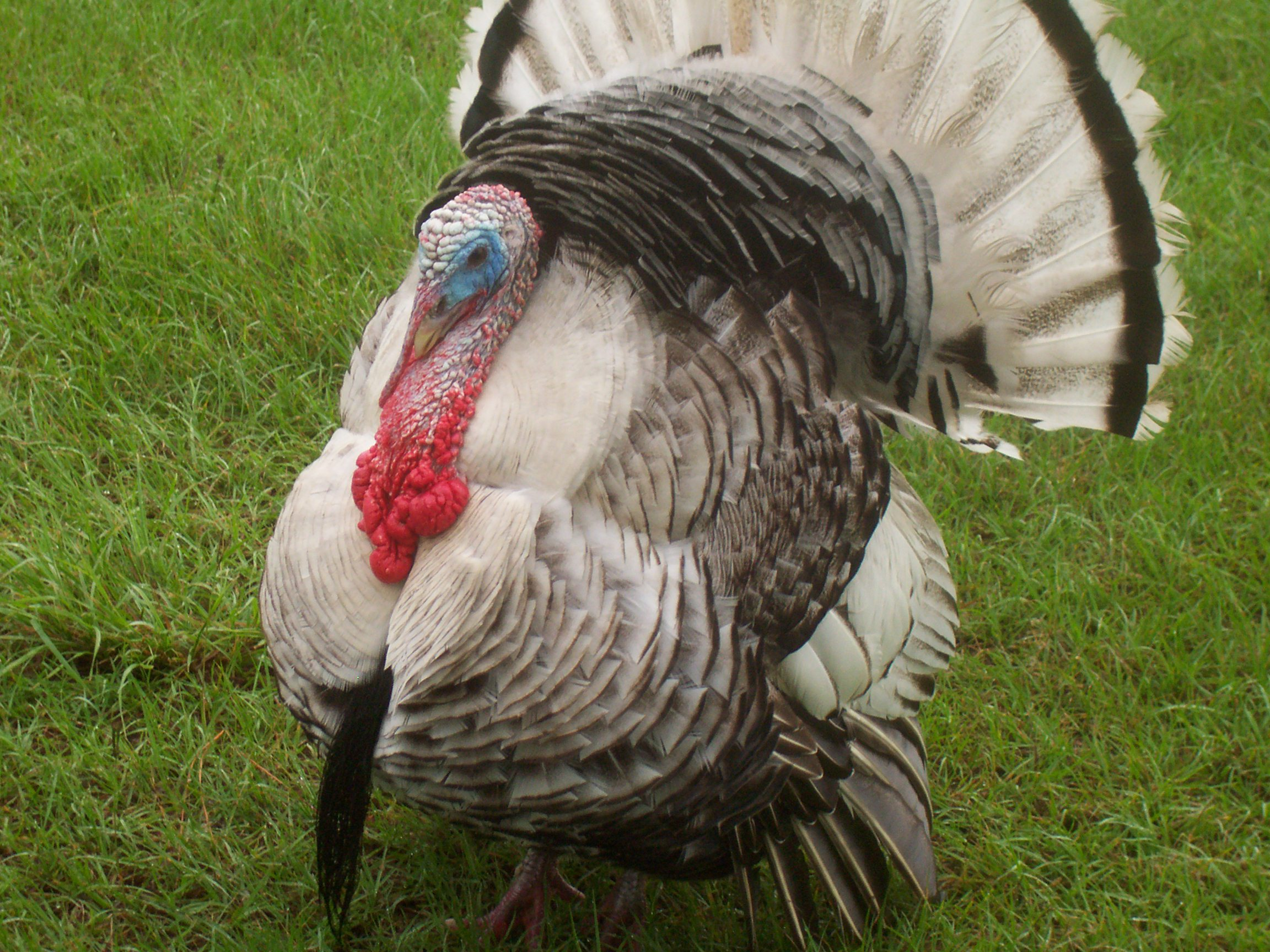
Un pavo doméstico macho.

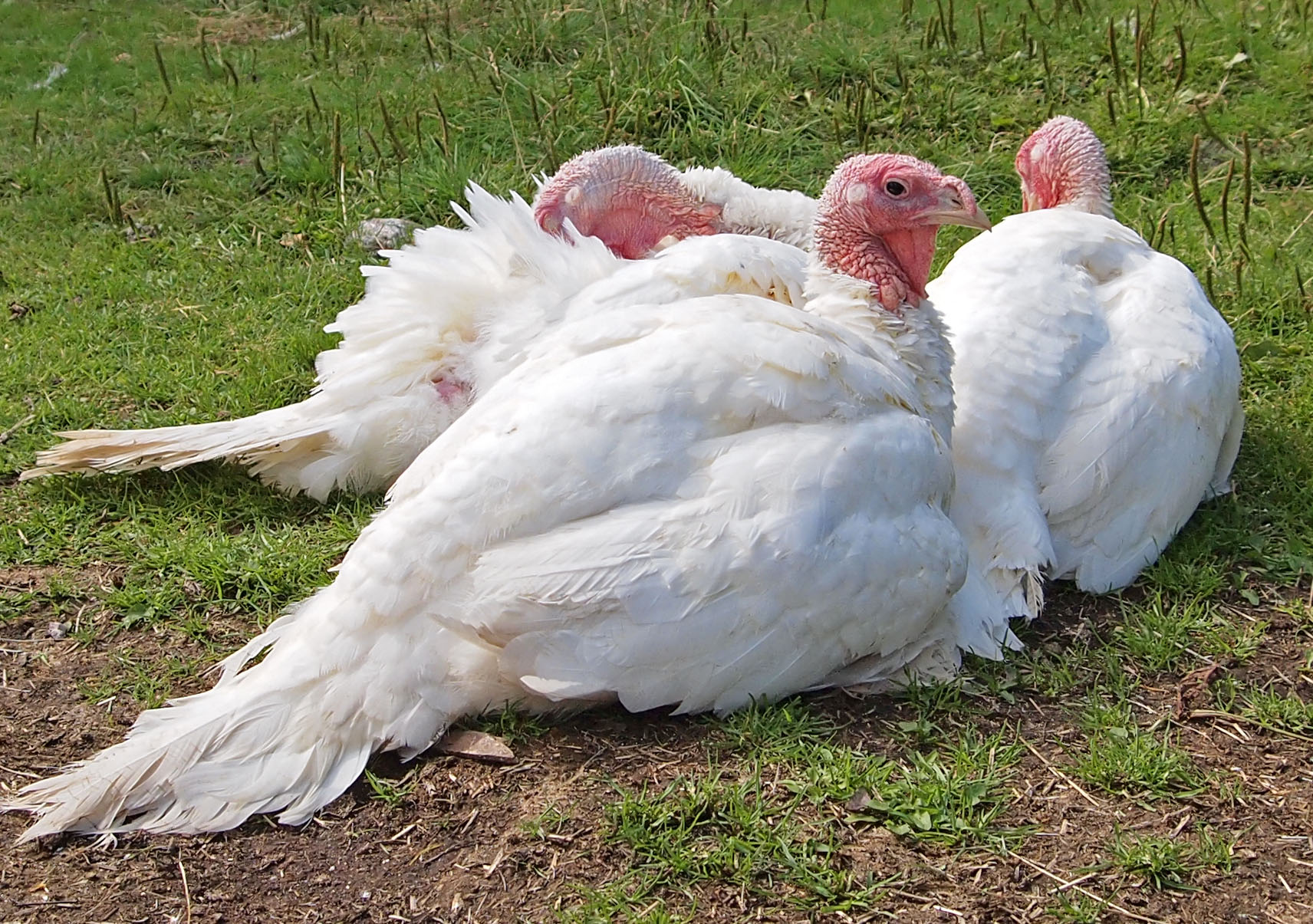
Pavos domésticos blancos.

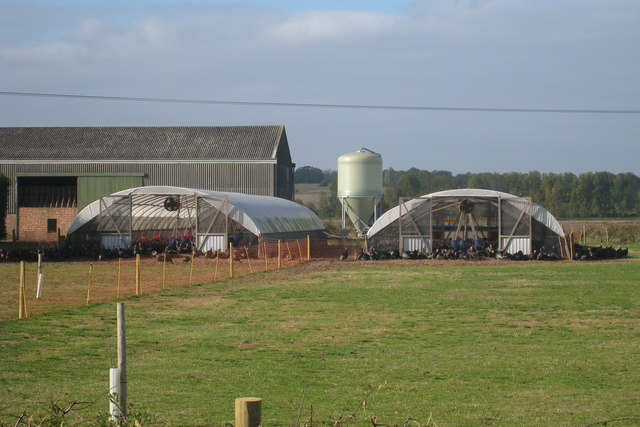
Un criadero de pavos domésticos.

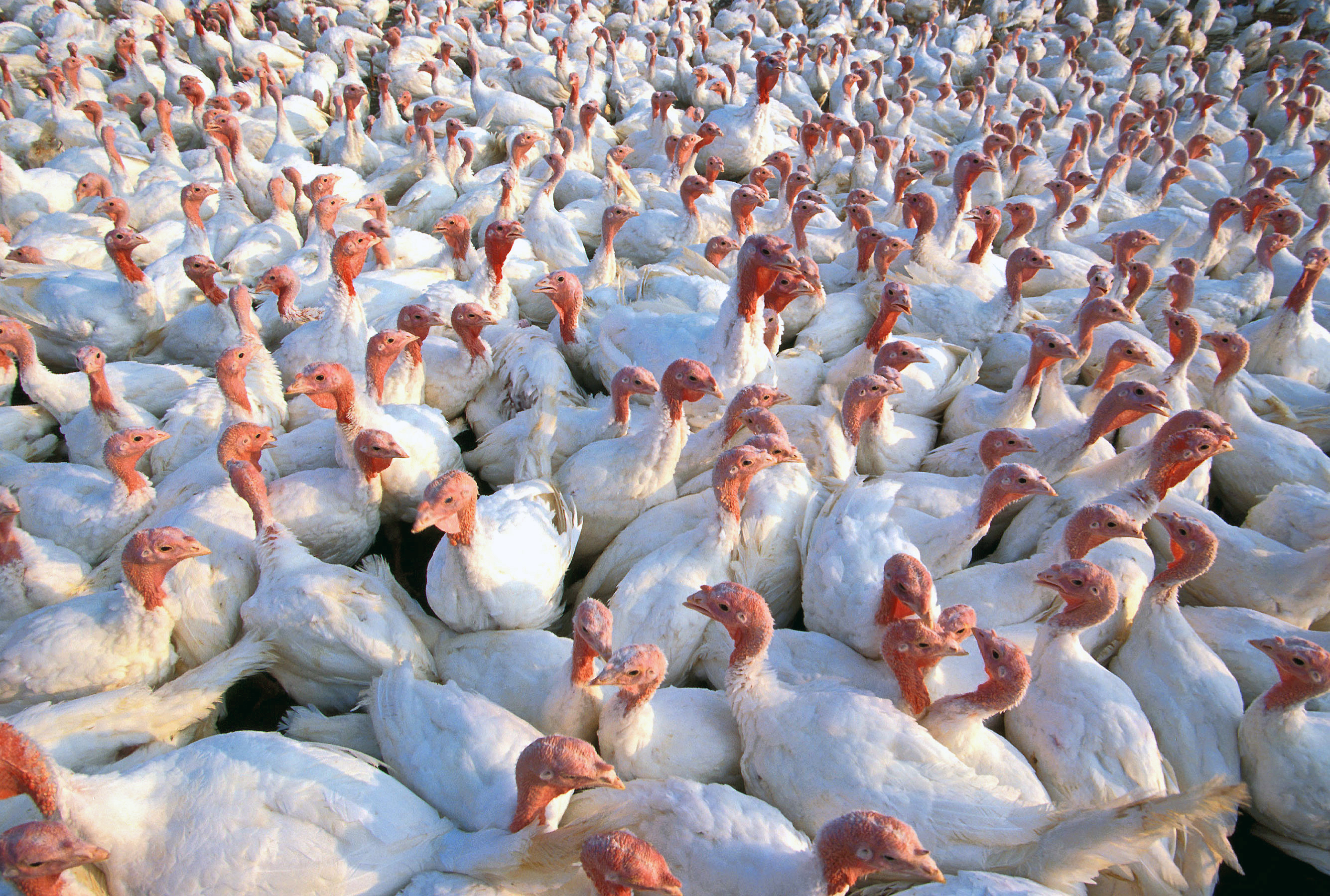
Un criadero de pavos domésticos.

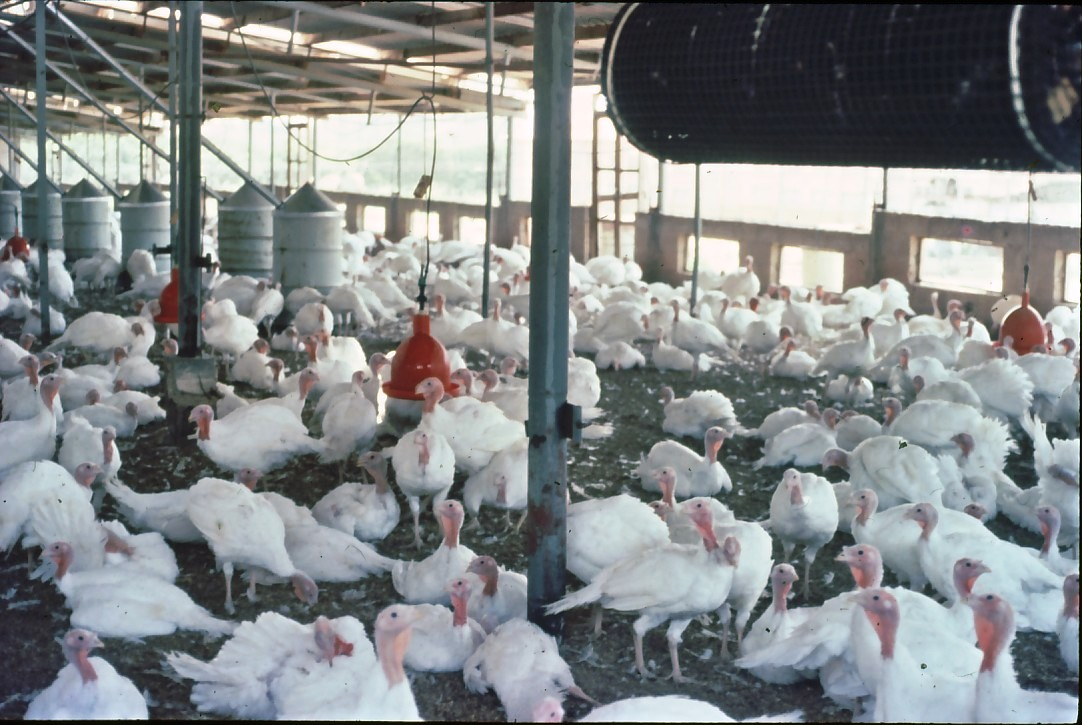
Un criadero de pavos domésticos en Israel.

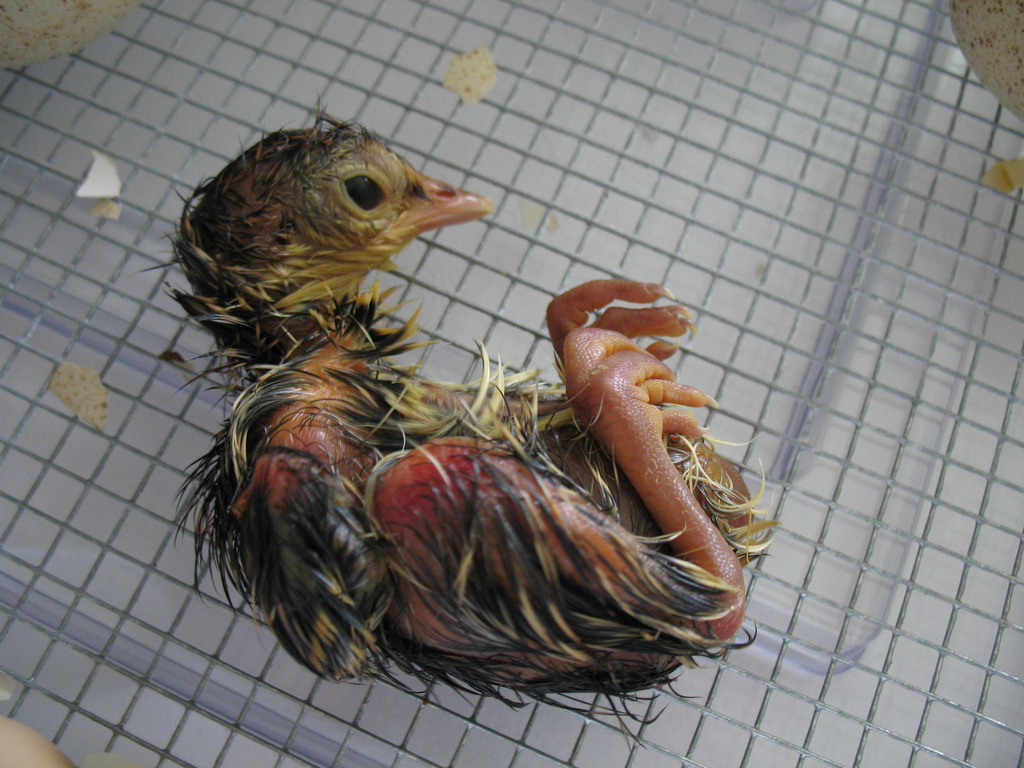
Pichón de pavo doméstico recién salido del huevo.

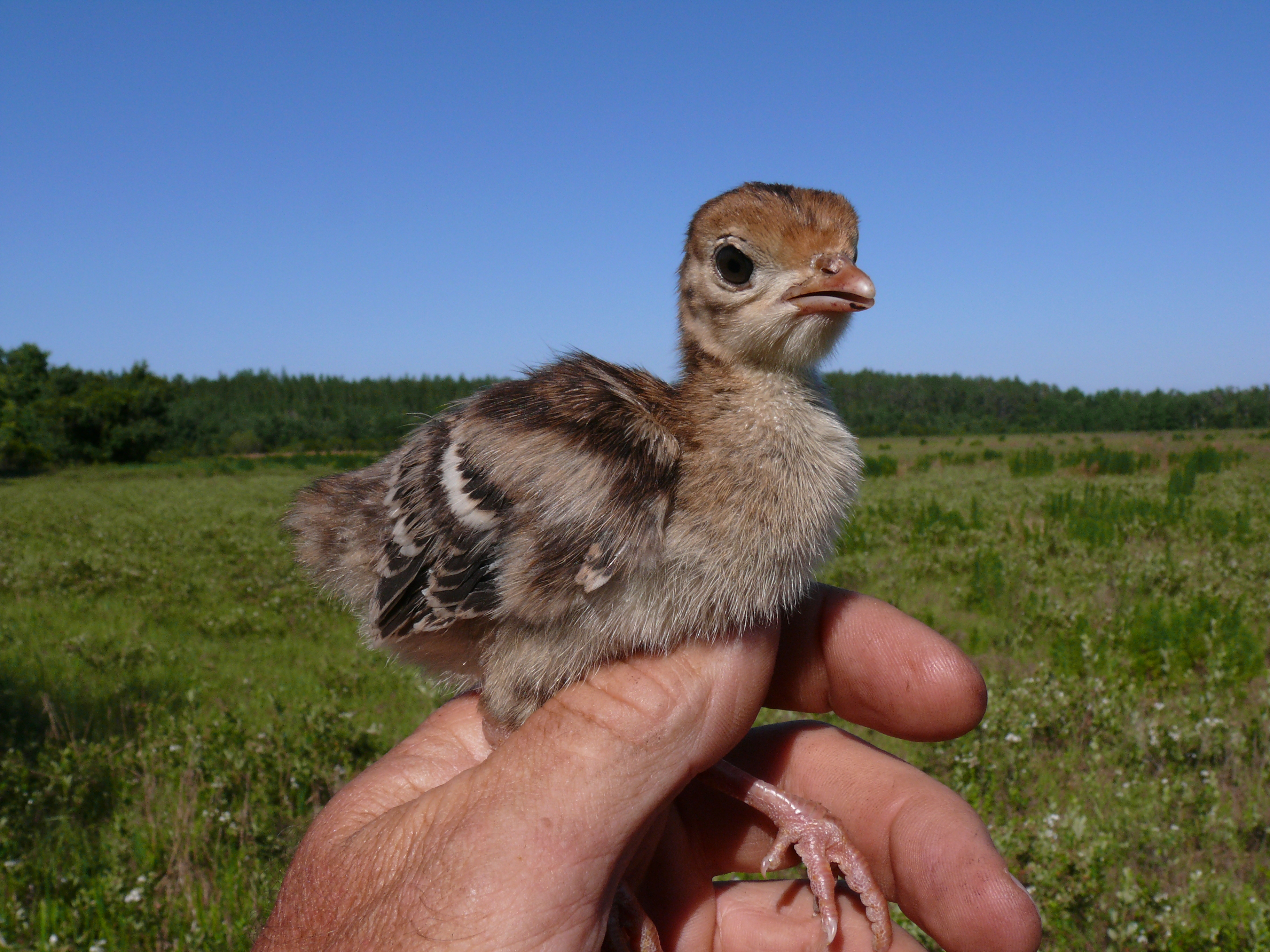
Un pichón de pavo doméstico de pocos días de vida.

El pavo doméstico es el resultado de una interacción prolongada en conjunto con una selección artificial por parte del ser humano durante dos mil años. El proceso de domesticación se produjo alrededor del comienzo del primer milenio de nuestra era, y fue obra de los pueblos indígenas de las regiones centrales de México. El agriotipo empleado fue el guajolote o pavo salvaje mexicano (Meleagris gallopavo mexicana), una subespecie del pavo salvaje común (Meleagris gallopavo), especie que vive en los bosques de México y los Estados Unidos. Esta subespecie habitaba en las montañas de la meseta este y central de México, en los estados de Veracruz, Guerrero, y Jalisco.
Utilizaban de él su carne y huevos como fuentes de proteína. También empleaban sus plumas con fines ornamentales. Los aztecas asociaron al pavo con su dios Tezcatlipoca.
Posteriormente, en el año 1498, los españoles  llevaron consigo pavos domésticos —con el nombre de gallinas de Indias— de regreso a Europa, con lo cual se inició su reproducción en ese continente, primero en España, y luego en otros países, en donde en casi todos se fueron desarrollando razas propias. Allí sería seleccionado durante siglos, consiguiéndose aves de carne apetecible, rápido crecimiento y gran tamaño corporal.
A Inglaterra llegaron en el año 1540 desde Madagascar vía Turquía gallinas de guinea que los ingleses erróneamente confundieron como una subespecie del pavo, razón por la cual el pavo se denomina en inglés turkey ('Turquía'), a pesar de que varias décadas antes ya habían repatriado el pavo a América del Norte. Los ingleses lo repatriaron a América, al introducirlo en sus colonias de América del Norte. Allí, en la región de Nueva Inglaterra crearon la «raza Bronceada» mediante cruzas entre el pavo doméstico y la subespecie salvaje que habitaba en los bosques de los montes Apalaches.
Antes del siglo XX, una cena de Navidad con pavo era un lujo sólo para pudientes, los que con él reemplazaban al típico ganso de las mesas de las clases obreras. Varios hechos[¿cuál?] acaecidos durante el siglo XX hicieron que  el precio de su carne se redujera drásticamente, por lo que lo tornó más asequible a las clases humildes, haciendo que el pavo fresco sea un alimento barato y fácilmente disponible[cita requerida]. La producción avícola intensiva de pavos se tornó popular a partir de la década de 1940. La disponibilidad de la refrigeración permitió que pavos congelados pudieran enviarse a mercados distantes, aprovechando para ello los avances en el transporte marítimo. Grandes mejoras en la lucha contra las enfermedades que los afectaban aumentaron aún más su producción. Las preferencias de los consumidores acompañaron estos cambios.

## Nombre común
Al macho se lo denomina simplemente pavo; a la hembra pava, y al juvenil pavito o pavita —pavipollo en España—. Al ejemplar industrial se lo denomina generalmente pavo doble pechuga. En México, se lo denomina también guajolote. En El Salvador, Honduras, Guatemala, Nicaragua y Costa Rica se lo conoce como chompipe, chunto o chumpe. También en México el pavo es denominado: güilo, cócono, choncho, chumpipe, gallo de la tierra, gallo de papada, pípila, totol y totollín (ambos términos provenientes del náhuatl totolin, "gallina"). En Cuba, y la República Dominicana se lo denomina guanajo. En Colombia se lo conoce como pisco. En Filipinas, se lo conoce también como guajo por una minoría de hablantes.

## Características (fenotípicas y físicas)
El pavo se cría muy fácilmente en las regiones de clima templado de todo el mundo, por lo que es una popular ave de corral. La agricultura industrializada ha hecho que su producción sea muy económica teniendo en cuenta el volumen de carne que produce cada ejemplar. La vida útil promedio de un pavo domesticado es de unos diez a quince años. 
La mayoría de los pavos domésticos criados poseen su plumaje de color blanco porque sus bases o canutos son menos visibles cuando la carcasa está ya pelada, aunque también son muy comunes las variedades con plumaje de color marrón, negro, blanco, bronceado, crema, verde metálico, etc. 
Sus patas son robustas. Muestra un importante dimorfismo sexual. Tanto su cabeza como su cuello carecen de plumaje, por lo que en ese sector expone su piel, la que allí presenta —notablemente en el macho— excrecencias carnosas de diferentes tonalidades que van desde el rosáceo al rojizo, hasta el violáceo y el azulado. Los rasgos más notables de su fisonomía son la papada rojiza bajo el pico —y que está conectada a la parte inferior de este— la que se conoce como «zarzo», y la protuberancia carnosa situada sobre el pico —la que es denominada «moco» o «redecilla»—, y que en ocasiones cuelga casi 10 cm bajo él.
El macho llega a superar el metro de altura, y sus alas extendidas tienen una envergadura de 1,4 m, y a pesar de su elevado peso le permiten realizar cortos vuelos. 
Su peso de adulto ronda entre los 8 y los 10 kg; en las hembras el peso de adulto ronda entre los 4 y los 5 kg.

## Valor nutricional de la carne de pavo
El pavo de criadero posee una carne de calidad nutricional superior al de otras especies domésticas, al presentar un menor contenido de colesterol y grasa. 100 g de pechuga o de muslo de pavo cuentan con un porcentaje de colesterol de 16 y 28 mg respectivamente, y el porcentaje de grasa es de 0,6 y 1,6 % respectivamente. La misma cantidad de carne aporta 130 calorías, por lo que es adecuada para dietas restringidas en ellas. 
Es un alimento proteico, y fácil de digerir; por esta razón, las empresas de servicio de comidas rápidas emplean «blanco de pavita» como un sustituto de los fiambres de cerdo de alto costo. De este modo, de ser un producto navideño o estacionalizado, ha pasado a transformarse en un producto consumido todo el año.
Esta carne destaca por sus vitaminas del grupo vitamínico «B», en especial de la vitamina B3 o niacina. Es rica en minerales, en especial potasio, magnesio, y hierro.

### Productos
La carne de pavo se adquiere congelada o fresca, en un animal entero o ya troceado. Otros productos derivados de su carne son hamburguesas de pavo, salchichas de pavo, y fiambres como el jamón común de pavo, el jamón ahumado de pavo, el roule —realizado con su muslo—, el blanquet —elaborado con su pechuga—, etc.

## Reproducción
Se reproduce en la  primavera, época en que realiza la única puesta del año. Primeramente, el macho deberá seducir a una o varias hembras. Para ello, las llama mediante cantos, y una vez que ellas prestan atención, comienza un ritual en el cual infla el plumaje adquiriendo una apariencia mayor a la que realmente tiene, sensación que es reforzada abriendo en abanico su cola. Si la hembra lo acepta, será fecundada en ese mismo instante, y allí terminan las responsabilidades para él. A los pocos días la hembra construye un nido y en él incubará durante veintiocho días su puesta, la cual está compuesta por entre ocho y quince huevos. Desde que recién nacen, se alimentan por sí mismos de insectos, y luego de hojas y granos, a los que acompaña con pequeñas piedrecitas indispensables para romper y entonces poder digerir esos alimentos. Durante los primeros meses, duermen por las noches bajo las alas de su madre.

## Producción
En el siglo XXI el pavo que llega a la mesa no es de una variedad, sino de lo que se conoce como «híbridos comerciales», lo que son cruzamientos industriales entre dos o más líneas para lograr lo que se denomina como «vigor híbrido», haciendo que la producción industrial de los productos resultantes tenga características muy superiores a las de las variedades originales.
Las mejoras buscadas apuntan a:
- El porcentaje más próximo de los pavitos nacidos en relación con los huevos incubados;
- Mayor peso de pavito al nacer;
- Mayor velocidad de crecimiento;
- Mayor precocidad;
- Mayor resistencia a las enfermedades;
- Mayor resistencia a los cambios climáticos;
- Mayor ancho de tronco;
- Mayor profundidad de tronco.

Estos ejemplares poseen plumaje blanco y son denominados «pavos de doble pechuga». Según su peso, los pavos industriales son clasificados en tres tipos: pesados, medianos, y livianos.
A la edad de ochenta y cuatro días estos ejemplares presentan un peso vivo de 8,55 kg, lográndolos con una conversión alimenticia de 2,05/1, es decir, 2,05 kg de alimento, producen 1 kg vivo de este tipo de pavo. El porcentaje de mortalidad a esa misma edad es del orden de 4,9 %.
Un kilo de peso vivo de pavo representa 600 g de carne, por lo tanto, una muy buena relación de rendimiento.

### Producción de carne
Desarrollo
La producción de pavos se divide en tres fases:
- Cría. Comprende la etapa desde que nace hasta que cumple el primer mes. En este periodo los pequeños pavitos son muy delicados, por lo que se deben extremar sus cuidandos, especialmente con respecto a las temperaturas frías. Se le deberá cortar la punta del pico para evitar que entre ellos se causen heridas.
- Crecimiento. Comprende desde que cumple el primer mes hasta que cumple el 2.º mes.
- Engorde. Comprende desde que cumple el 2.º mes hasta que se lo sacrifica.

#### Alimentación
En galpones
El tipo de alimento proporcionado dependerá de la línea de pavo criada, del sexo, y de la edad planificada para su sacrificio, en otras palabras, del peso buscado para su faena, en razón de las necesidades del mercado. 
En el primer periodo de vida se les suministra alimento granulado, con un porcentaje de proteína de entre el 28 y el 29 %, el que aporta 2800 kcal/EM/kg. Al mes y medio se les comenzará a suministra alimento balanceado granulado, con un porcentaje de proteína del 26 %, el que aporta 2900 kcal/EM/kg.
Posteriormente se cambia por un alimento que los engorda, el que se brindará hasta los 3 meses de vida, y contiene un porcentaje de proteína del 23 %, el que aporta 3000 kcal/EM/kg. Luego de los 3 meses de vida y hasta que son sacrificados se les suministra alimento que contiene un porcentaje de proteína del 19 %, el que aporta 3100 kcal/EM/kg.
En parques
Si el engorde se realiza en parques, suele haber normativas que prohíben administrarles raciones que no estén integradas exclusivamente por cereales enteros, sin ningún tipo de aditivos.
Los pavos recorrerán el espacio verde disponible, buscando entre una amplia oferta de alimento, ya que es omnívoro. Se alimenta en especial de semillas, frutos secos, brotes de hojas tiernas, y pequeños invertebrados como insectos y sus larvas, lombrices, etc.

#### Sanidad
Desde que nacen se le incorpora al alimento antiparasitarios del tipo anticoccidiostático los que combaten la coccidiosis. En esto se debe ser muy cuidadoso, pues los alimentos para pollos pueden presentar algunos coccidiostatos que son tóxicos para los pavos, por ejemplo la salinomicina, por lo que si son alimentados con un producto no específico para pavos pueden llegar a morir en su totalidad. 
Las vacunas y los tratamientos preventivos de las enfermedades más comunes de la zona son muy útiles para prevenir enfermedades contagiosas parasitarias o infecciosas, ya que no resulta económicamente práctico el intentar curarlos pues el tratamiento es muy costoso. Apenas se observe un pavo enfermo, se lo deberá rápidamente apartar del lote que integra, sacrificarlo y quemar su cuerpo.
Debido a la fragilidad de su salud y a la dificultad para conseguir alimentos específicos para su especie, la carne de pavo se ha convertido en un manjar caro. 

#### Faena
En los grandes peladeros de pollos sólo es posible faenar pavos con un peso máximo de 5 a 6 kg, por lo que para animales mayores es imprescindible tener que adaptar una planta de este tipo y trasformarla en faenadora de pavos.

#### Producción mundial y consumo per cápita
Estados Unidos y China son los grandes productores de carne de pavo en el nivel global, incluido entre ellos el 30% de lo mundialmente generado. Ambos países, sumados a Francia, Italia, Alemania, Reino Unido, Canadá, y Brasil, producen el 94 % del total mundial.
Estados Unidos e Israel encabezan el consumo per cápita de carne de pavo del mundo, con 8 a 14 kg por habitante. En los países de pobre tradición en este tipo de consumo y, por el contrario, con un alto consumo de otros tipos de carne, el promedio per cápita es casi insignificante. Por ejemplo en la Argentina es de sólo 125  gramos al año por habitante.

### Producción de pavos BB
Los ejemplares de pavo híbrido (pavo blanco de pechuga ancha) provienen de cruzar siempre dos líneas. 
Para generarlos se utilizan los ejemplares macho de una de ellas —«la línea S»—, los que pesan unos 20 kg o más. Los ejemplares hembra los aporta la otra línea  —llamada «H»—, las que pesan unos 7 kg. Por causa de semejante diferencia de tamaño se dificulta el apareamiento natural, por lo que se prefiere realizarla mediante inseminación artificial, para asegurar un mayor porcentaje de éxito. 
Para mejorar la fecundidad se insemina en horas de la tarde, cuando la postura de huevos es mínima. Antes de extraerle el semen se le hace ayunar entre cuatro y cinco horas, de este modo el macho no defeca durante el proceso y así se evita la contaminación de la muestra colectada. El operador debe capturar al ejemplar con mucho cuidado, intentando mantenerlo tranquilo. Cuando logra mantenerlo entre sus manos, comienza a masajearlo suavemente, tanto en la zona dorsocaudal como en la abdominal, procurando que el pavo eyacule. Si se lo hace de manera muy enérgica se puede producir la ruptura de capilares, con la asociada contaminación del semen con sangre, además de generarle dolores que lo inhibirían en extracciones posteriores. 
Luego de obtenido el semen se comienza ahora a masajear a la hembra, procurando el prolapsado del oviducto, y mediante una micropipeta o jeringa se la insemina, depositado el esperma en el fondo de la vagina. Por cada hembra se hacen tres inseminaciones: al día siguiente de recoger los huevos, tres días y una semana después.

## Aspectos culturales
La mayor demanda de carne de pavo ocurre en los países hispanohablantes de las Americas para la fecha de Navidad, mientras que en los países de habla inglesa para el día de Acción de Gracias. 
En Chile la tradición mandaba comer pavos entre junio y julio, meses del invierno en el hemisferio sur.

### El pavo en relación con el día de Acción de Gracias

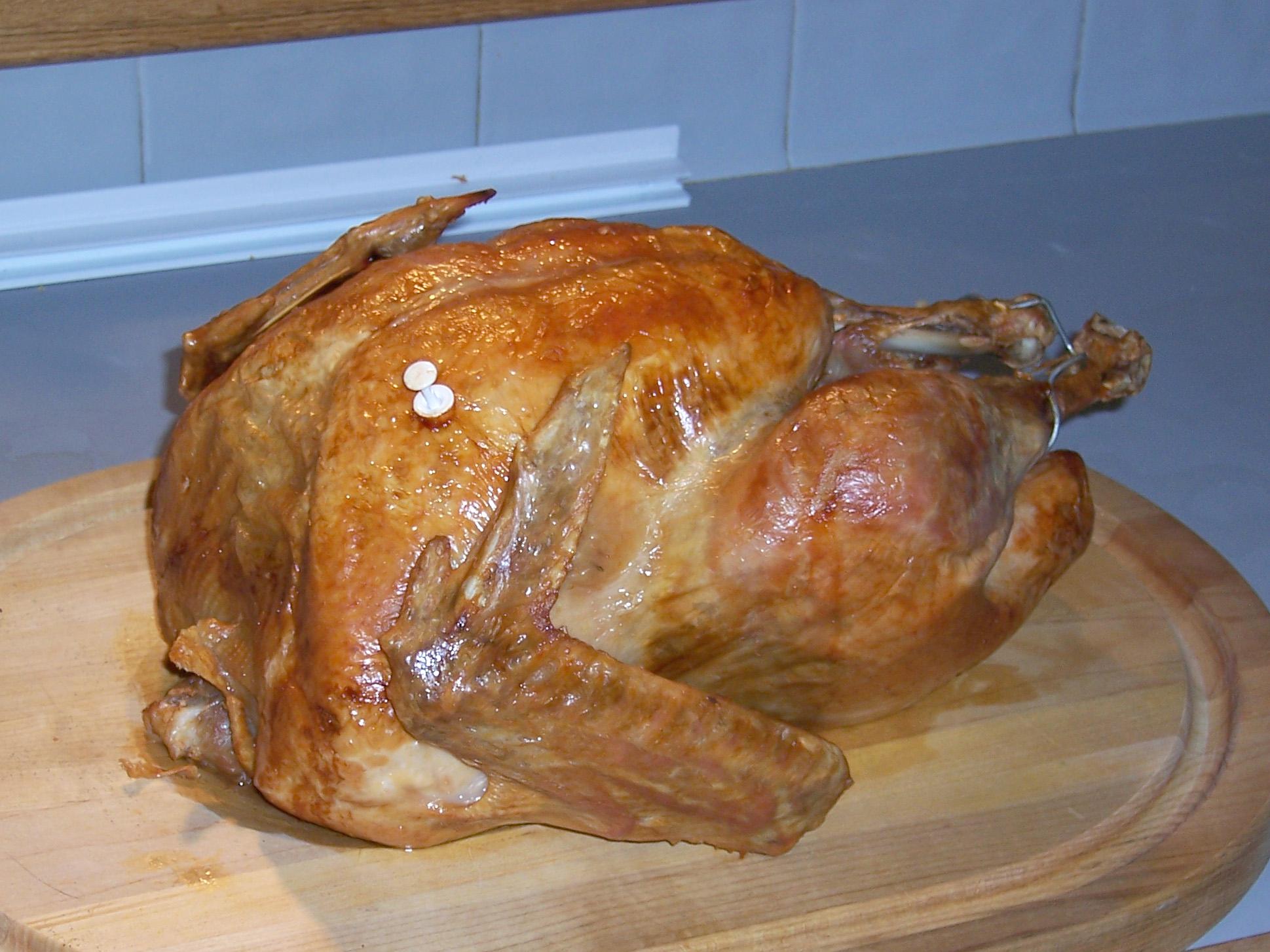
Pavo ya preparado para ser consumido.

El Día de Acción de Gracias es una celebración tradicional de Estados Unidos y Canadá. En los Estados Unidos se celebra el 4.º jueves del mes de noviembre, y en Canadá el 2.º lunes de octubre. Generalmente en esta festividad se reúnen en torno a una mesa familiares y amigos a compartir un banquete. Si bien posee un origen religioso, se la considera una festividad secular.
La mayoría de los estadounidenses celebran esta fiesta con reuniones familiares en sus hogares, donde preparan para la cena un banquete, en donde el tradicional plato principal es un gran pavo asado u horneado, generalmente relleno. Se lo acompaña con un relleno hecho de pan de maíz y salvia. Se sirve tradicionalmente con una jalea o salsa de arándanos rojos. Además suelen servirse platos de verduras como las judías verdes (ejotes, vainitas), la papa dulce (boniato, camote) y el puré de papas con gravy, que es una salsa hecha del jugo del pavo.
Para cubrir la elevada demanda de carne de pavo que ocurre en esos días, los criadores producen anualmente millones de pavos, respetando un determinado calendario para así lograr que sus aves adquieran el pesado adecuado para ser procesados precisamente en esas fechas de máximo consumo.

## Razas de pavo doméstico
La raza «Mamouth Bronceada» es de lento crecimiento y presenta poco desarrollo de los músculos de la pechuga. La raza denominada «Pavo Blanco de Pechuga Ancha» (PBPA) conocida comúnmente como «pavo híbrido», fue desarrollada en California.

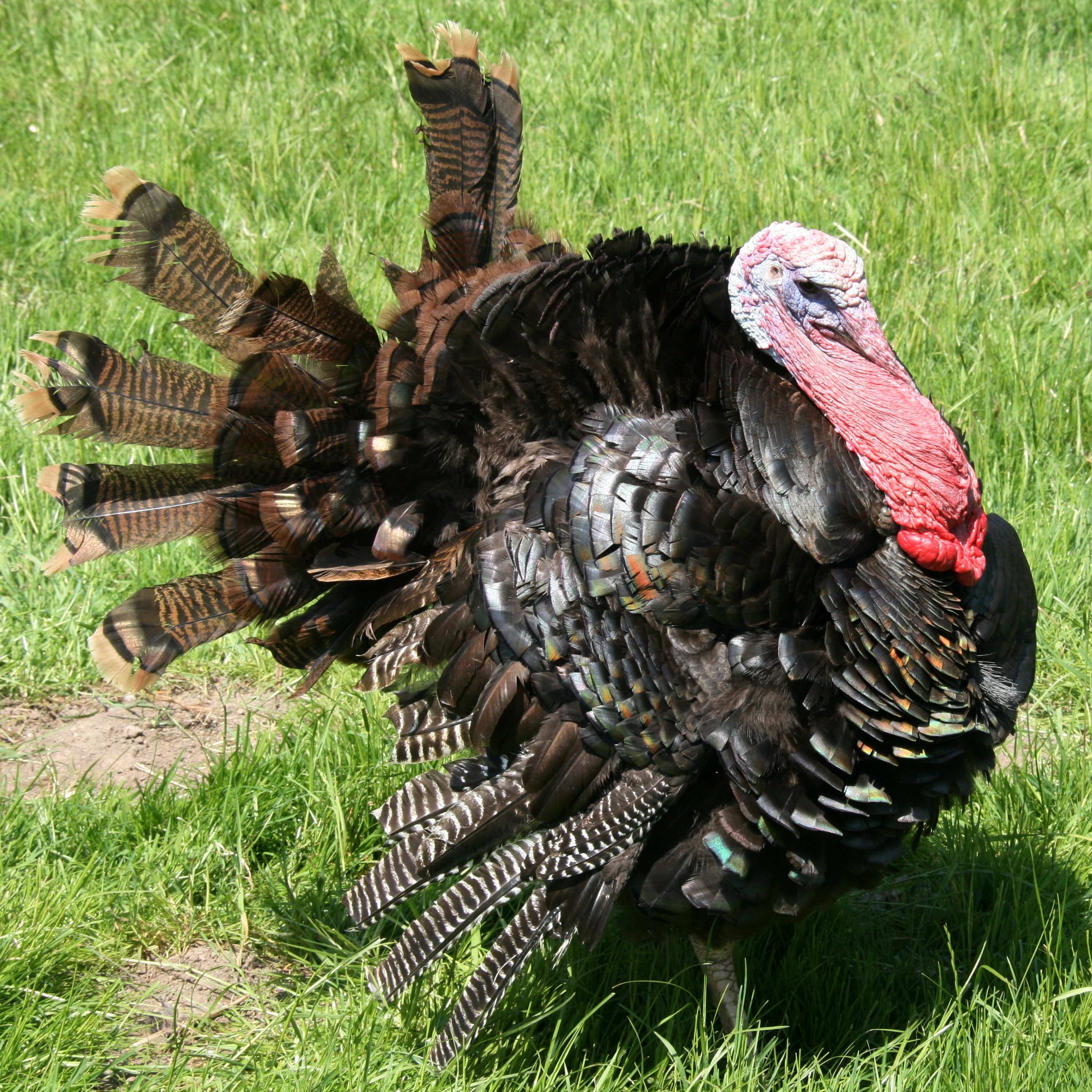
Bronzepute
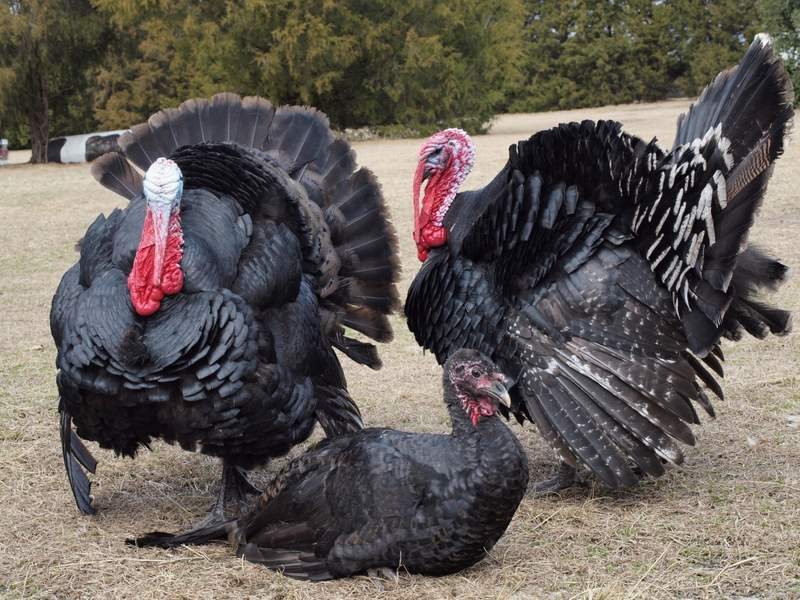
Española negra
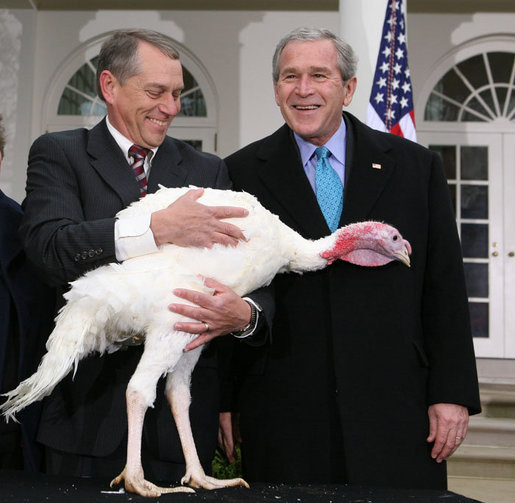
Blanca de pecho ancho
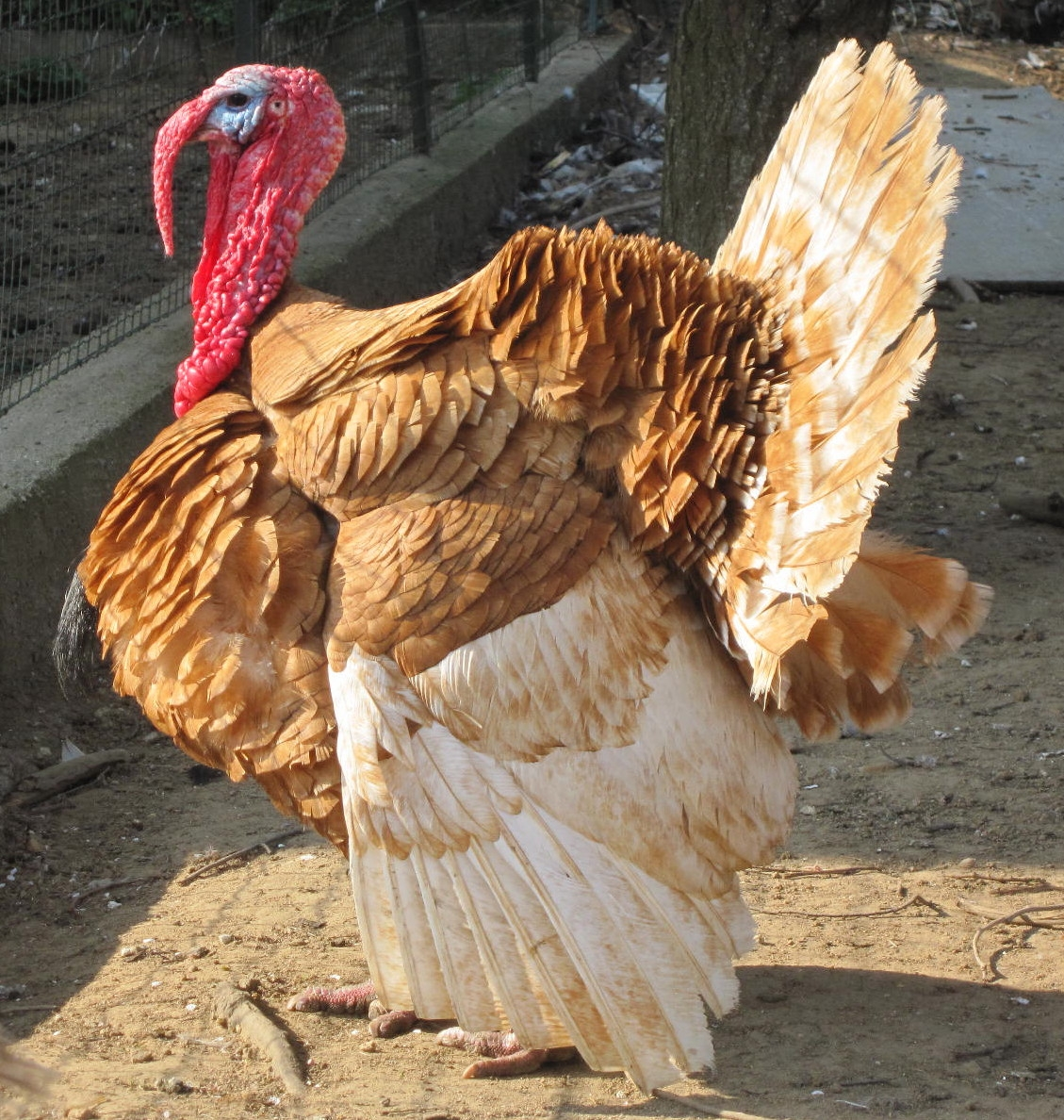
Colorada de Ardenas
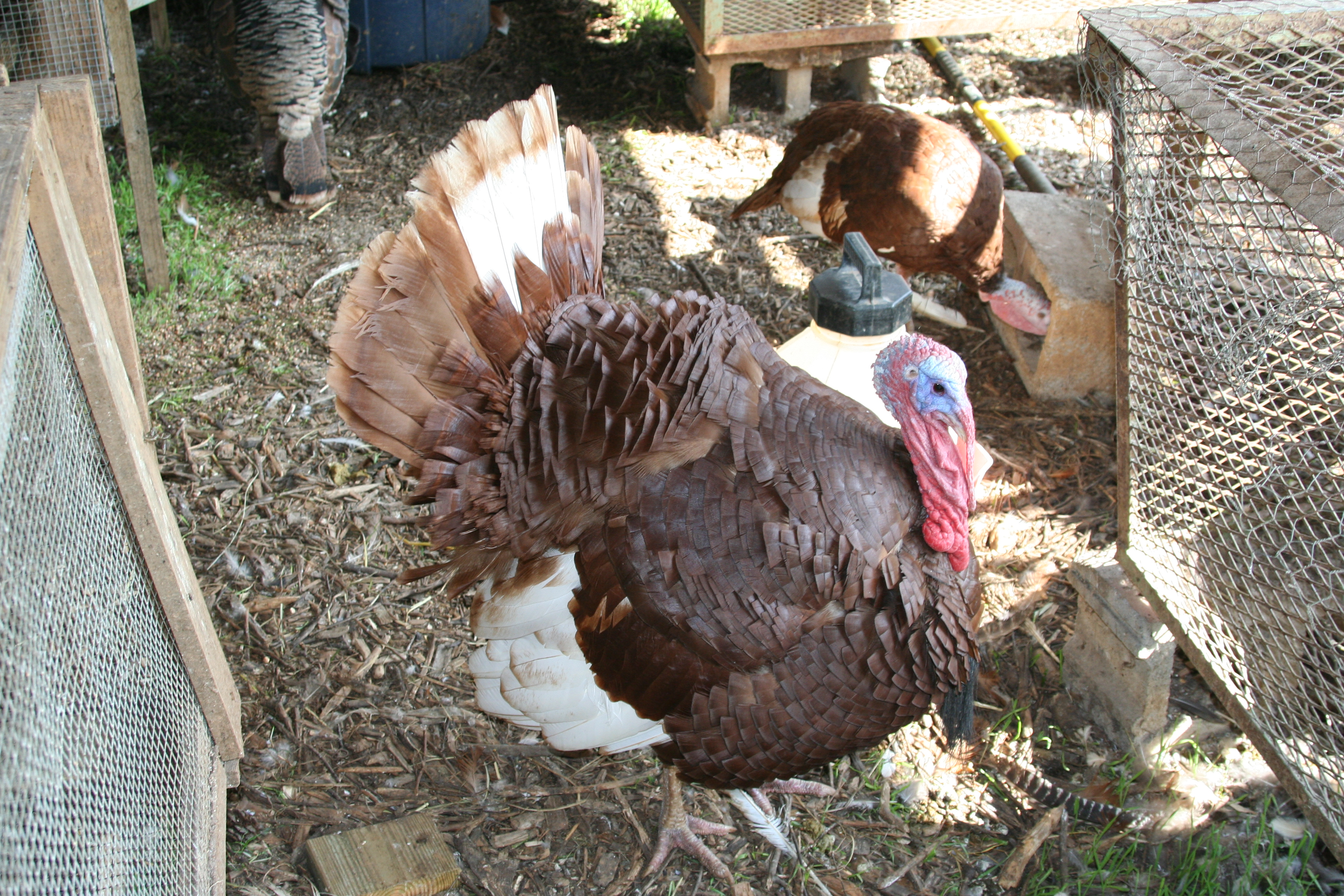
Colorada Borbón
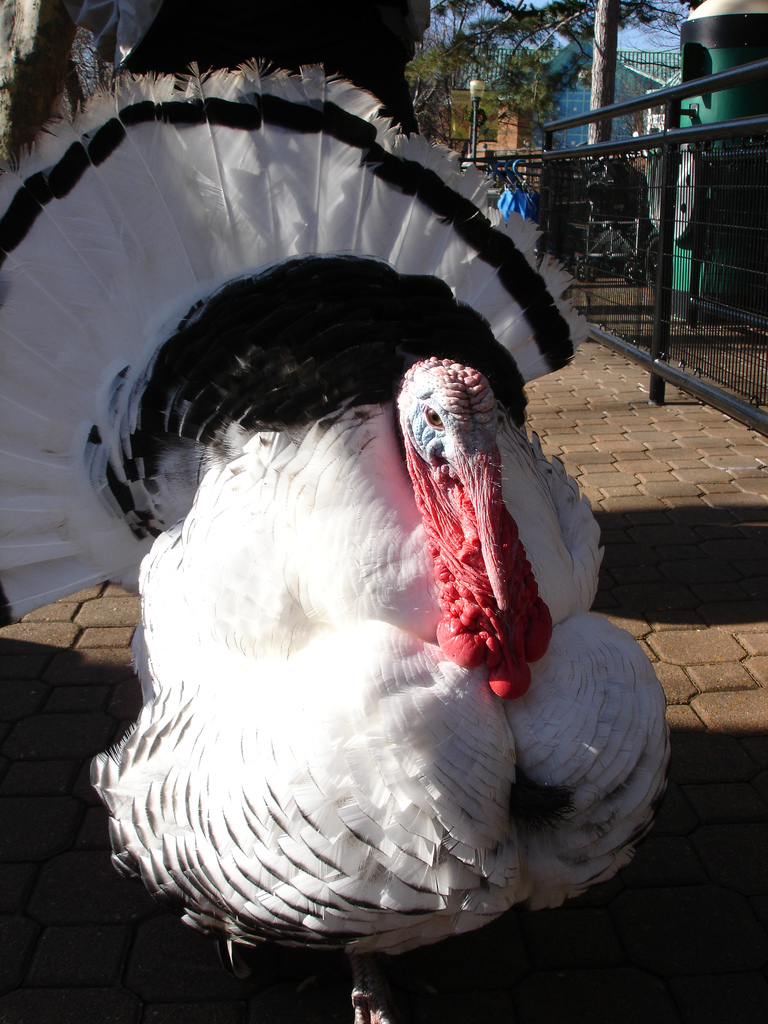
Palma real